# Thomas Müntzer
Thomas Müntzer (Stolberg, 1490 – Mühlhausen, 27 de maio de 1525), com o nome também grafado Muentzer ou Münzer, foi um dos primeiros teólogos alemães da era da Reforma, ele se tornou um líder rebelde durante a Guerra dos Camponeses. Müntzer virou-se contra Lutero com vários escritos contra o reformador, e apoiou os anabatistas. Na Batalha de Frankenhausen, Müntzer e seus seguidores foram derrotados. Ele foi capturado, torturado e decapitado.

## Perfil
No contexto da história da Reforma, Thomas Müntzer é uma das personagens mais controvertidas, capaz de suscitar julgamentos díspares. O sociólogo Ernst Bloch diz que "quando o analisamos enquanto homem de ação, ressaltam nele o presente e o absoluto, numa perspectiva mais altaneira e mais ampla que numa experiência demasiado vivida, e apesar disto, com vigor idêntico, Müntzer é, antes de tudo, História, no sentido fecundo (…) para comprometer-nos, entusiasmar-nos, para apoiar, sempre mais amplamente, nosso desígnio". Já o teólogo Paul Althaus viu nele "o lúgubre, o negro fervor das ideias teocrático-taboritas" que o ligavam à "exasperação dos camponeses" confrontados com a "pureza ética" do posicionamento de Lutero. Por seu turno, o teólogo luterano Eric Gritsch, chama-o de "reformador sem Igreja".
Thomas Müntzer era um teólogo e jamais deixou de sê-lo, mesmo quando enveredou pela arriscada trilha da política revolucionária.
Embora seja geralmente apresentado como um anabatista e líder dos camponeses rebeldes, a verdade é que Müntzer jamais demonstrou grande interesse pela questão do quando e como batizar (pedra angular do anabatismo) e sua participação efetiva na Guerra dos camponeses deu-se apenas no fim de sua vida, quando comandou o grupo de campônios massacrado em Frankenhausen.
Malgrado sua retórica inflamada e revolucionária estabelecer muitos pontos de contato com a doutrina anabatista e as reivindicações sociais dos camponeses, Muntzer seguiu seu próprio caminho, pautado por interpretações apocalípticas da Bíblia, onde se via como um profeta empenhado em construir o Reino de Deus na Terra. Mas ao associar o advento desse Reino a uma radical reforma social, que eliminaria distinções e privilégios, ele se indispôs com as nobrezas católica e luterana — que disputavam o poder de definir os rumos da cristandade ocidental —, comprando uma briga que não podia ganhar. Foi esmagado nela.
Quatro diferentes Thomas Müntzers sobreviveram na Históriaː
- Para os protestantes ortodoxos, ele teria sido um típico anabatista que não fez outra coisa senão proclamar suas doutrinas de sectarismo radical;
- Para os anabatistas de Zurique, mesmo com ressalvas, ele era veraz e fiel mensageiro do Evangelho;
- Para os historiadores católicos romanos, Müntzer simplesmente operou dentro das inevitáveis consequências do individualismo protestante;
- Para os historiadores marxistas, ele pontificou como o grande ideólogo da Guerra dos Camponeses, o primeiro político cosmopolita.

## Biografia
Thomas Müntzer nasceu na pequena vila de Stolberg, nas montanhas de Harz. Educou-se em Leipzig e Frankfurt an der Oder, obtendo o mestrado e completando o Bacculareus biblicus. Dominava o grego, o hebraico e o latim.
Foi ordenado padre em 1513, tornando-se prepósito-confessor no convento feminino de Beuditz onde, com a segurança e a disponibilidade de tempo proporcionados por sua posição, passou mais de um ano estudando os livros de Flávio Josefo, a História Eclesiástica de Eusébio, Santo Agostinho, os Atos dos conselhos gerais, e os Atos dos concílios de Constance e de Basileia.
Em 1517, entrou em contato com a discussão que se acendia em torno do professor da Universidade de Wittenberg, Martinho Lutero. Até 1520, Müntzer trocou, por diversas vezes, o local de suas atividades, sendo que, nesse período, entre 1517 a 1520, tornou-se adepto da causa de Lutero, a quem conheceu, provavelmente, em 1519.
Assim como Lutero, Müntzer passava, nessa época, por profundas dúvidas. Mas enquanto Lutero queria entender Deus, cheio de sentimentos de culpa e pavor, Müntzer desesperava-se por não possuir a Deus e o seu poder, martirizando-se com a questão se a doutrina de Cristo era, realmente, procedente de Deus.
À semelhança de Lutero, Müntzer voltou-se para os místicos alemães, começando a ler as obras de Eckhart, Suso e Tauler. Na leitura desses livros, ele encontrou a afirmação de que Deus primeiro lança a todos os seus amigos na noite do desespero (assim como ele, Müntzer), antes de permitir que o seu sol brilhe sobre eles. Encontrou, ainda, a afirmação de que o eterno Deus se revela aos seus no mais profundo da alma, sem meios exteriores. Ou seja, que o homem pode sentir Deus e ter certeza absoluta Dele, e que, para isso, é preciso abandonar tudo o que não é Deus. 
Em 1520, com a recomendação de Lutero, foi indicado como pregador do evangelho na igreja de Santa Maria, em Zwickau, substituindo, temporariamente, o pastor Johannes Sylvius Egranus.

### Fé revolucionária
Àquele tempo, Zwickau vivia dias agitados, por conta de uma seita chiliástica de religiosos revolucionários, conhecidos como os "Profetas de Zwickau". Os membros da seita — profundamente influenciados pela linha taborita dos Hussitas — tinham bons conhecimentos bíblicos, diziam ter feito experiências com o Espírito Santo, e pretendiam erigir o Reino de Deus, eliminando todos os não-crentes.
Em sua procura por uma experiência com Deus, foi de vital importância, para Müntzer, o encontro com o tecelão Nicholas Storch, líder daquela seita. A partir do relacionamento entre os dois, Müntzer não somente adotou a ideia da concretização terrestre do Reino de Deus, difundida pelos taboritas, bem como os métodos radicais propostos e praticados por Storch e seu grupo.
Os sermões de Müntzer, em Zwickau, se foram tornando crescentemente violentos, resultando em problemas com a Assembleia Municipal da cidade e com a congregação de Santa Maria. Obrigado a devolver o púlpito a Johannes Egranus, ele tornou-se pastor de Santa Catarina, uma grande congregação composta por mineiros, tecelões pobres, e desempregados. Foi lá que Müntzer tornou-se, conscientemente, um pastor de pobres, afastando-se, mais ainda, do luteranismo ortodoxo, e assumindo o discurso apocalíptico dos "Profetas". E visto que sua relação com a Assembleia Municipal assumiu um crescente antagonismo, na primavera de 1521, ele recebeu ordem para sair de Zwickau.
Müntzer transferiu-se para Praga onde foi, inicialmente, bem acolhido pelos luteranos locais, sendo convidado a pregar em várias igrejas. Mas também ali não tardou para que seus sermões inflamados, eivados, por vezes, de uma linguagem grosseira, afastassem os sofisticados cidadãos de Praga. Desiludido, ele deixou a cidade, em dezembro de 1521, não sem antes (imitando Lutero) pregar nas portas das principais igrejas, um manifesto resumindo suas principais ideias milenaristas.
Ao longo de 1522, Müntzer vagou por várias pequenas cidades e aldeias, sem obter uma ocupação regular. Até que foi aceito como pastor da Igreja de São João, na pequena cidade de Alstedt (Saxônia), em 1523.
Os dezesseis meses que Müntzer permaneceu em Alstedt, foram os mais profícuos de sua vida de teólogo. Escreveu e celebrou a primeira Eucaristia no idioma alemão e depois publicou um missal completo com liturgias para Comunhão, Batismo, Matrimônio, e funerais, inclusive confissão pública de pecado antes da comunhão. Casou-se com ex-freira, Ottilie von Gersen, de quem teve um filho. Seus sermões - ainda tempestuosos, porém mais brandos do que os de Zwickau - , fizeram dele o pastor mais popular de todo distrito. As pessoas vinham dos arredores para ouvi-lo e sua liturgia tendia ser amplamente adotada pelos luteranos.
Porém não tardou para que ele retomasse sua mensagem apocalíptica, apresentando-se, abertamente, como um homem escolhido de Deus para sanear o mundo corrompido. Ao mesmo tempo, integrando-se ao espírito da Revolta dos Camponeses - que grassava em vários pontos da Alemanha -, ele começou a organizar, secretamente, um grupo revolucionário - a "Liga dos Eleitos" -, dedicado a atacar conventos e monastérios na zona rural e nos arredores da cidade. Também envolveu-se em áspera disputa com o senhor local, o Conde de Mansfeld.
Suas divergências com Lutero se tornaram mais nítidas nos numerosos panfletos que ele passou a, constantemente, emitir. Neles, Lutero é denunciado como impostor, pois se abstém de intervir na luta contra injustiças sociais, chegando até, ao contrário, a justificá-las, para granjear apoio dos príncipes. Daí a comparação com os sábios da corte de Nabucodonosor II, incapazes, como Lutero - porque vis bajuladores do poder - de descobrir o sentido dos sonhos, isto é, da História. Para Muntzer, a fé do cristão não pode escravizar-se a uma doutrina de predestinação, esperando ser escolhido para o Reino de Deus, porém deve ser uma fé revolucionária, que liberta e que confere forças ao homem para construir o Reino de Deus na Terra.
Preocupado com a fama de Müntzer, o eleitor da Saxônia, Frederico, encarregou seu irmão, duque João, de investigar o inflamado pregador. Convocado a expor suas ideias, Münzer formulou, em 13 de julho de 1524, aquela que foi considerada a mais extraordinária expressão vocal pública da era da Reforma, baseada em visões apocalípticas do livro de Daniel.

### Sermão para a nobreza
Na primeira parte de seu sermão, Müntzer desenvolve a concepção de que a história da Igreja é a história da progressiva deterioração de uma situação inicial ideal. Cristo e seus apóstolos e, antes deles, os profetas, deram início a uma cristandade pura, mas seus sucessores foram maus servidores da Igreja que não tiveram o fervor necessário para levar a cabo o que Cristo iniciara. A Igreja iniciada logo estava em ruínas.
Os pobres camponeses foram iludidos com respeito ao verdadeiro significado do Espírito de Cristo, pois "em seu lugar foi colocada uma bela, delicada e áurea divindade, ante a qual os pobres camponeses ficam se babando".
Com seu mágico culto cerimonial, com seu culto às imagens, a igreja romana ocultou aos pobres e oprimidos o verdadeiro caráter revolucionário do Espírito de Cristo. É necessário, pois, uma grande e poderosa força, que será dada de cima, para castigar e debilitar esta indizível maldade. Deve-se usar "mão poderosa contra os inimigos de Deus".
Na segunda parte, Müntzer continua a desenvolver sua reflexão a respeito da adulteração da cristandade e demonstra que esta abominação não é apenas uma característica da igreja católica, mas também de seus novos adversários, os astutos escribas semelhantes a Lutero, que enganam a pobre gente ignorante, dizendo-lhe que Deus já não revela seus segredos divinos por meio de visões verdadeiras ou de sua palavra audível, e fazem objeto de burla os homens que se ocupam com a revelação.
Na terceira parte, Müntzer desenvolve, em rápidos traços, sua concepção do ouvir da palavra interna no "abismo da alma", sem o que nenhum homem pode dizer algo profundo a respeito de Deus, "ainda que haja devorado cem mil Bíblias". Porque a verdadeira palavra não se encontra nem na letra da Escritura, nem na luz natural da razão, mas no coração humano, e o homem somente se apercebe dela, quando Deus lhe envia o impulso ao coração. Esse impulso "é cruz, necessidade e aflição".
Na quarta parte, Müntzer reúne sua teologia do Espírito com sua visão da história, chegando a uma aplicação político-revolucionária.
O alvo da revolução é levar a pessoa a sua verdadeira finalidade: a vida com e em Deus. A mudança das condições políticas e sociais vigentes criará a possibilidade para a redenção da humanidade do mal. Havendo mudança das condições externas de vida, ocorrerá também a mudança interna. E o momento da mudança é chegado.
O que Müntzer quer é a revolução e não a evolução pregada por Lutero. Destruída a velha igreja, surgirá uma nova ordem social e a humanidade voltará ao "comunismo do amor" da cristandade primitiva. Mas para isso, devem ser eliminados todos aqueles que se opõem à vontade de Deus.
Com uma autoconfiança incrível, Müntzer convoca os príncipes saxões a assumirem o comando desse processo de mudança, eliminando os "perversos" pois "o homem ímpio não tem direito de viver, onde estorva os justos".
Seu sermão foi impresso e distribuído, desagradando o Eleitor Frederico, outros príncipes, e Lutero. Em consequência, o Conselho de Alstedt foi pressionado para expulsar Müntzer, mas antes disso, na noite de 7 de agosto de 1524, ele saiu da cidade, deixando para trás sua esposa, seus filhos e suas posses.

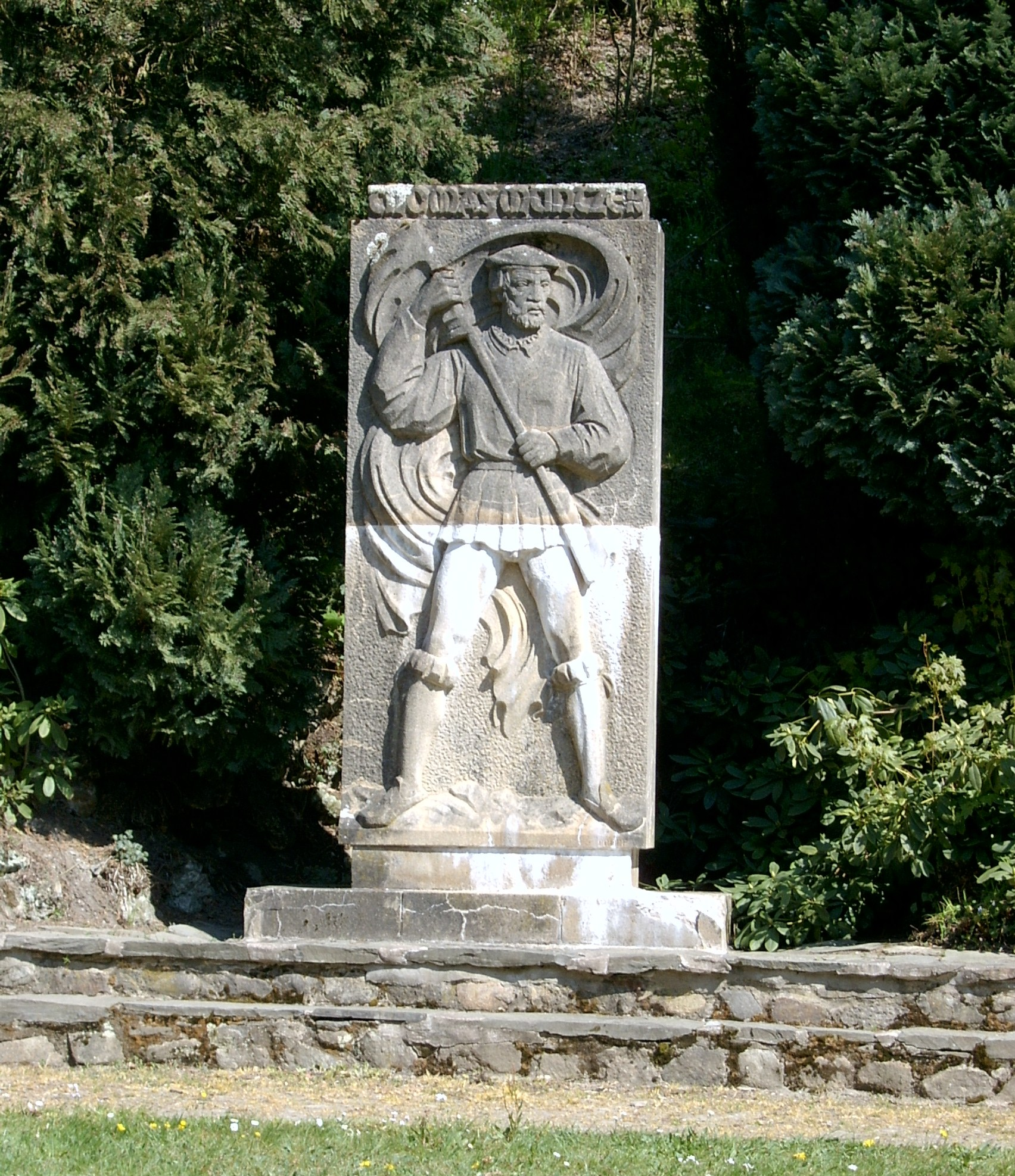
Escultura em homenagem a Thomas Müntzer em Stolberg (Ex-RDA).

### Frankenhausen
Após passar algum tempo viajando, Müntzer chegou a Mühlhausen, onde o militante anabatista Henry Pfeiffer organizara sua Liga dos Eleitos visando assumir a cidade. Quando a cidade caiu em poder dos radicais, Müntzer colocou-se à frente de deles, preparando Mühlhausen para aderir à revolta dos camponeses, que se aproximava, e cuja vitória ele profetizava.
Na primeira semana de maio de 1525, o exército camponês, entre oito e dez mil, entrou em Frankenhausen, que tinha sido tomada por revolucionários de Mühlhausen. Enquanto isso, o Duque João, que havia se tornado eleitor pela morte de seu irmão em 4 de maio, e outros príncipes das vizinhanças, levantaram um exército sob o comando de Filipe, proprietário de terras em Hesse, que imediatamente marchou para encontrar os camponeses.
No dia 15, Felipe atacou com cerca de cinco mil artilheiros e dois mil cavaleiros. À frente dos camponeses, Müntzer, que não tinha conhecimento militar, enfrentou os exércitos da nobreza com oito canhões sem munição, uma bandeira com o símbolo do arco-íris e uma espada. Os camponeses foram feitos em pedaços. Cinco mil morreram no campo de batalha, seiscentos foram capturados, e o restante fugiu para as florestas da Turíngia. O exército de Filipe perdeu apenas seis homens.
Muntzer foi preso, torturado e decapitado em 27 de maio de 1525.

## Legado
Na Alemanha Oriental foi homenageado com estátuas, selos postais e na nota de 5 Marcos. Além disso era apresentado nos livros didáticos e paradidáticos como um revolucionário exemplar.

## Citações
- Aí o homem pensa que não tem fé nenhuma. Sim, segundo lhe parece, não encontra fé alguma. Ele sente ou encontra um anseio muito pequeno à procura da verdadeira fé, que é tão fraco que mal e dificilmente consegue vislumbrar em si. (…) Ah, como gostaria de crer direito, se tudo dependesse disso, se ao menos eu soubesse qual é o caminho correto. Sim, eu correria até o fim do mundo.
 — Trecho de uma carta de Müntzer, escrita entre 1517 e 1520.
- O Deus eternamente vivo nos ordenou destronar-te com a força que nos foi outorgada.

— Trecho de uma carta de Müntzer ao conde Ernesto de Mansfeld, ligado ao imperador Carlos V.
- Deus deu senhores e príncipes por ter estado irado, mas em tempo Ele os removerá em seu desgosto. Se os príncipes agirem não só contra o evangelho, mas também contra os direitos naturais do povo, devem eles ser estrangulados como cães

— Trecho do sermão de Müntzer à corte imperial, em Worms.